# Chimichanga
A chimichanga egy mexikói étel. Húsos töltelékkel töltött tortilla, melyet olajban sütnek meg.

## Eredettörténet
A mexikói chivichangát egy beszámoló szerint sonorai bevándorlók vitték Arizonába. A legtöbb kutató egyetért abban, hogy a chimichanga mintegy véletlenül jött létre egy arizonai mexikói étteremben.
A chimi és a changa szavak két mexikói spanyol kifejezésből származnak: a chamuscado (megsült, és a changa − vulgáris kifejezés egy váratlan sértésre).
Egy forrás szerint Monica Flin, az arizonai Tucson El Charro Café  alapítója (1922) véletlenül egy burritot ejtett a zsírba az 1950-es évek elején. Mérgében trágár spanyol szavakat használt, amelyek "chi..."  kezdetűek, de gyorsan abbahagyta, és helyette a chimichangát, kiáltotta. Az étel ismertsége aztán szétterjedt Tucson területéről.
Woody Johnson, a Macayo's Mexican Kitchen mexikói étteremlánc alapítója viszont azt állította, hogy ő találta fel a chimichangát 1946-ban. Jim Griffith, az Arizonai Egyetem nyugdíjas folkloristája úgy emlékszik, hogy az 1950-es évek közepén már látott chimichangákat Tucsonban.

## Elkészítése
Forró serpenyőben olajon pirítjuk a marhahúst, amit rövidesen a sózunk, borsozunk, és hozzáteszünk paradicsomszószt is. Megkeverjük a húst és hozzátesszük a babot, a füstölt pirospaprikát, a római köményt meg a chiliszószt. A salsához feldarabolt paradicsomot és a lila hagymát, friss koriandert, olívaolajat, sót és borsot teszünk, egy mozsárban összezúzzuk. A tortillalapokra tesszük a marhahúst és a sajtot. A tortillalapokon palacsinta formára csomagoljuk. A széleket ráhajtjuk és fogpiszkálóval összetűzzük. Pár percig mindkét oldalát világos barnára sütjük. Végül tejföllel, reszelt sajttal, friss korianderrel tesszük az ételt az asztalra.

## Töltelék
- darált marhahús
- só, bors
- paradicsomszósz
- bab
- füstölt fűszerpaprika
- római kömény
- chiliszósz